# Шалимо, Андрей Евгеньевич
Андрей Евгеньевич Шалимо (24 октября 1964) — советский и белорусский футболист, нападающий.
Воспитанник минской СДЮШОР-5, первый тренер Г. С. Неверовский. В 1982 году начал играть за дубль «Динамо» Минск. В 1984—1989 годах провёл за команду в высшей лиге 111 матчей, забил 15 голов. В сезоне 1990/91 играл за югославский клуб «Осиек». В 1992 году сыграл 8 матчей, забил один гол за «Динамо-2» Минск во второй лиге Белоруссии. Мастер спорта СССР.
Участник Спартакиады народов СССР 1983 года в составе сборной Белорусской ССР.
Финалист Кубка СССР 1987.
Провёл 11 матчей в еврокубках.
Член дисциплинарного комитета АБФФ. Заместитель директора минского футбольного манежа.